# اینگا کادرانل
اینگا کادرانل (انگلیسی: Inga Cadranel؛ زادهٔ ۳۰ آوریل ۱۹۷۸) بازیگر ارمنی‌تبار اهل کانادا است.
از فیلم‌ها یا برنامه‌های تلویزیونی که وی در آن نقش داشته‌است می‌توان به شکارچی حرفه‌ای (۲۰۰۰)، دگراسی: نسل بعدی (۲۰۰۴)، دگردیسی (مجموعه تلویزیونی) (۲۰۱۴)، ماده تاریک (۲۰۱۶) اشاره کرد.